# Notlandung auf Galileo 7
Notlandung auf Galileo 7 (Originaltitel: The Galileo Seven, alternativer deutscher Titel: Notlandung der Galileo 7) ist die nach Ausstrahlungsreihenfolge 16. bzw. nach Produktionsreihenfolge 13. Episode der ersten Staffel der Science-Fiction-Fernsehserie Raumschiff Enterprise. Sie wurde in englischer Sprache erstmals am 5. Januar 1967 bei NBC ausgestrahlt. In Deutschland war sie zum ersten Mal am 14. Oktober 1972 in einer synchronisierten Fassung im ZDF zu sehen.

## Handlung
Im Jahr 2267, bei Sternzeit 2821,5 ist die Enterprise unterwegs nach Makus III, um dort medizinische Vorräte abzuliefern, die zur New-Paris-Kolonie weitertransportiert werden sollen. Auf ihrem Weg passiert sie das Quasar-artige Objekt Murasaki 321. Da Captain Kirk einen gewissen Zeitpuffer hat, will er ihn nutzen, um das Objekt zu erforschen. Hierfür entsendet er das Shuttle Galileo mit einer siebenköpfigen Besatzung, bestehend aus dem ersten Offizier Spock, Chefingenieur Scott, Schiffsarzt McCoy, den Lieutenants Boma, Gaetano und Latimer sowie Yeoman Mears.
Im Inneren des Objekts gerät das Shuttle in Turbulenzen, durch welche die Sensoren und die Kommunikation gestört werden. Es wird abgetrieben und der Kontakt zur Enterprise bricht ab. Schließlich ist es zu einer Notlandung auf dem Planeten Taurus II gezwungen. Scott beginnt mit den Reparaturen, Latimer und Gaetano erkunden die Umgebung. An Bord der Enterprise wird unterdessen eine Such- und Rettungsmission eingeleitet. Kommissar Ferris, der den Transport der medizinischen Güter überwacht, drängt hingegen auf einen baldigen Weiterflug nach Makus III.
Scott stellt bei der Schadensbegutachtung fest, dass das Shuttle zu viel Treibstoff verloren hat und für einen erfolgreichen Start Gewicht loswerden müsse, was bedeutet, dass drei Mann zurückbleiben müssten. Spock beschließt, nach logischen Gesichtspunkten eine Auswahl zu treffen, wenn es so weit ist. Spocks strikt rationale Herangehensweise an die aktuelle Lage stößt bei den anderen Besatzungsmitgliedern aber auf wenig Verständnis.
Gaetano und Latimer treffen bei ihrer Erkundung unterdessen auf eine riesenhafte Kreatur, die Latimer mit einem Speer tötet. Gaetano kann die Kreatur mit seinem Phaser abwehren, sie kann aber entkommen. Latimers Leiche wird zum Shuttle gebracht, wobei Boma und Gaetano Spock zu wenig Anteilnahme vorwerfen. Auch McCoy kritisiert ihn, als er der Reparatur des Shuttles größere Bedeutung zumisst als Latimers Beerdigung. Durch den Ausbau einiger Geräte konnte inzwischen das Gewicht des Shuttles etwas reduziert werden, doch plötzlich bricht eine Leitung, wodurch der komplette verbliebene Treibstoff ausläuft. Kurz darauf sind Geräusche zu hören, die darauf hindeuten, dass sich mehrere Kreaturen nähern. Durch erneutes Phaserfeuer können sie einstweilen vertrieben werden. Scott kommt nun auf die Idee, den Antrieb des Shuttles mit der Energie der Phaser zu betreiben, wodurch das Team jedoch seine einzige Verteidigungsmöglichkeit verlieren würde.
Bei einem erneuten Angriff wird der als Wache aufgestellte Gaetano getötet. Die Überlebenden flüchten ins Innere das Shuttles, das nun auch angegriffen wird. Spock hadert mit seinen Entscheidungen, denn die Wesen hätten eigentlich, rein logisch betrachtet, die Überlegenheit der Phaser anerkennen und sich zurückziehen müssen. Scott macht den Vorschlag, die Außenhülle des Shuttles unter Strom zu setzen, wodurch die Kreaturen tatsächlich vertrieben werden können. Spock gestattet nun die Beisetzung von Latimer und Gaetano.
Die Enterprise ist mittlerweile gezwungen, ihre Suche abzubrechen. Mehrere Außenteams konnten die genaue Absturzstelle auf Taurus II nicht ausmachen und wurden teilweise selbst von den dort lebenden Kreaturen angegriffen. Sobald das letzte Suchteam mit dem zweiten Shuttle, der Columbia zurückgekehrt ist, soll der Kurs nach Makus III wieder aufgenommen werden.
Auf Taurus II wird die Beerdigung durch einen weiteren Angriff unterbrochen. Auf der Flucht zum Shuttle wird Spock von einem geworfenen Felsbrocken eingeklemmt. Er befiehlt McCoy und Boma, ihn zurückzulassen, doch die ignorieren die Anweisung und befreien ihn. Sie erreichen das Shuttle, doch die Kreaturen versuchen den Start zu verhindern, indem sie es festhalten. Durch das Zünden der Booster kann das Shuttle befreit werden. Im Orbit stellt die Mannschaft fest, dass ohne die Booster nun keine sichere Landung mehr möglich ist. Sollte die Enterprise nicht bald zu Hilfe kommen, wird das Shuttle in der Atmosphäre verglühen. In dieser verzweifelten Situation setzt Spock nun alles auf eine Karte. Er lässt den verbliebenen Treibstoff ab und entzündet ihn, in der Hoffnung, dass die Enterprise den Flammenstrahl wahrnimmt. Tatsächlich gelingt der Plan und die fünf Überlebenden können auf das Schiff gebeamt werden, kurz bevor die Galileo in die Atmosphäre eintritt.

## Besonderheiten

### Verbindungen zu anderen Star-Trek-Produktionen

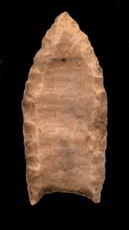
Eine Folsom-Speerspitze

Spock vergleicht die Speerspitzen der Kreaturen auf Taurus II mit Funden aus Folsom in New Mexico. Er bezieht sich dabei auf die reale paläoindianische Folsom-Kultur, die um etwa 8800–8200 v. Chr. in weiten Teilen Nordamerikas verbreitet war und unter anderem durch sehr charakteristische Speerspitzen aus Feuerstein gekennzeichnet ist.
Einige Elemente aus dieser Folge wurden in späteren Star-Trek-Produktionen wieder aufgegriffen:
- Die zerstörte Galileo wird durch ein gleichnamiges Shuttle ersetzt, das in mehreren späteren Folgen von Raumschiff-Enterprise zu sehen ist und darüber hinaus eine wichtige Rolle in der Folge 1.13 (Die ganze Welt ist eine Bühne) der Serie Star Trek: Prodigy spielt.
- Der Film Star Trek Into Darkness von 2013 beginnt mit einer ähnlichen Handlung wie Notlandung auf Galileo 7. Auch hier ist Spock (Zachary Quinto) mit einem Außenteam außer Reichweite der Enterprise gestrandet und Kirk (Chris Pine) riskiert sein Kommando, um seine Leute zu retten.
- Auch die Folge 4.04 (Alles ist möglich) der Serie Star Trek: Discovery von 2021 hat eine ähnliche Handlung. Hier muss Lieutenant Sylvia Tilly (Mary Wiseman) mit einer Gruppe Kadetten in einem Shuttle auf einem Eismond notlanden und ihre Kommandofähigkeiten werden infrage gestellt.

### Besonderheiten der deutschen Synchronfassung
Der ursprüngliche deutsche Titel Notlandung auf Galileo 7 ist irreführend, da er eine Landung auf einem Planeten namens Galileo 7 impliziert, obwohl es eigentlich um die sieben Besatzungsmitglieder des Shuttles Galileo geht. Im Zuge der Veröffentlichung auf DVD und Blu-ray ab 2004 wurde der deutsche Titel der Folge in Notlandung der Galileo 7 umbenannt.

## Produktion

### Drehbuch
Die Folge ist eine Science-Fiction-Version des Films Five Came Back von 1939, in dem ein Flugzeug in einem Dschungel voller Kannibalen abstürzt.
Für diese Folge wurde erstmals eine Geschichte geschrieben, in der Spock und nicht Captain Kirk im Mittelpunkt der Handlung steht. Spock-Darsteller Leonard Nimoy empfand dies als enorme Herausforderung und war letztlich mit seiner eigenen Leistung in Notlandung auf Galileo 7 nicht zufrieden.

### Darsteller
Die Rolle von Yeoman Mears (Phyllis Douglas) war eigentlich für Janice Rand (Grace Lee Whitney) vorgesehen. Rand war als wiederkehrende Nebenfigur eingeführt worden, wurde aber sehr bald aus der Serie herausgeschrieben und hatte ihren letzten Auftritt in der Folge Spock unter Verdacht. Douglas spielte später in der Folge Die Reise nach Eden eine andere Rolle.
Lieutenant Kelowitz (Grant Woods) tritt auch in den Folgen Ganz neue Dimensionen und Falsche Paradiese auf.
Die Produzenten von Raumschiff Enterprise waren von Don Marshalls Darstellung sehr begeistert und wollten die Figur des Lieutenant Boma eigentlich in weiteren Folgen auftreten lassen. Aus diesen Plänen wurde aber nichts, da Marshall eine Hauptrolle in der Serie Planet der Giganten übernahm.

### Kulissen

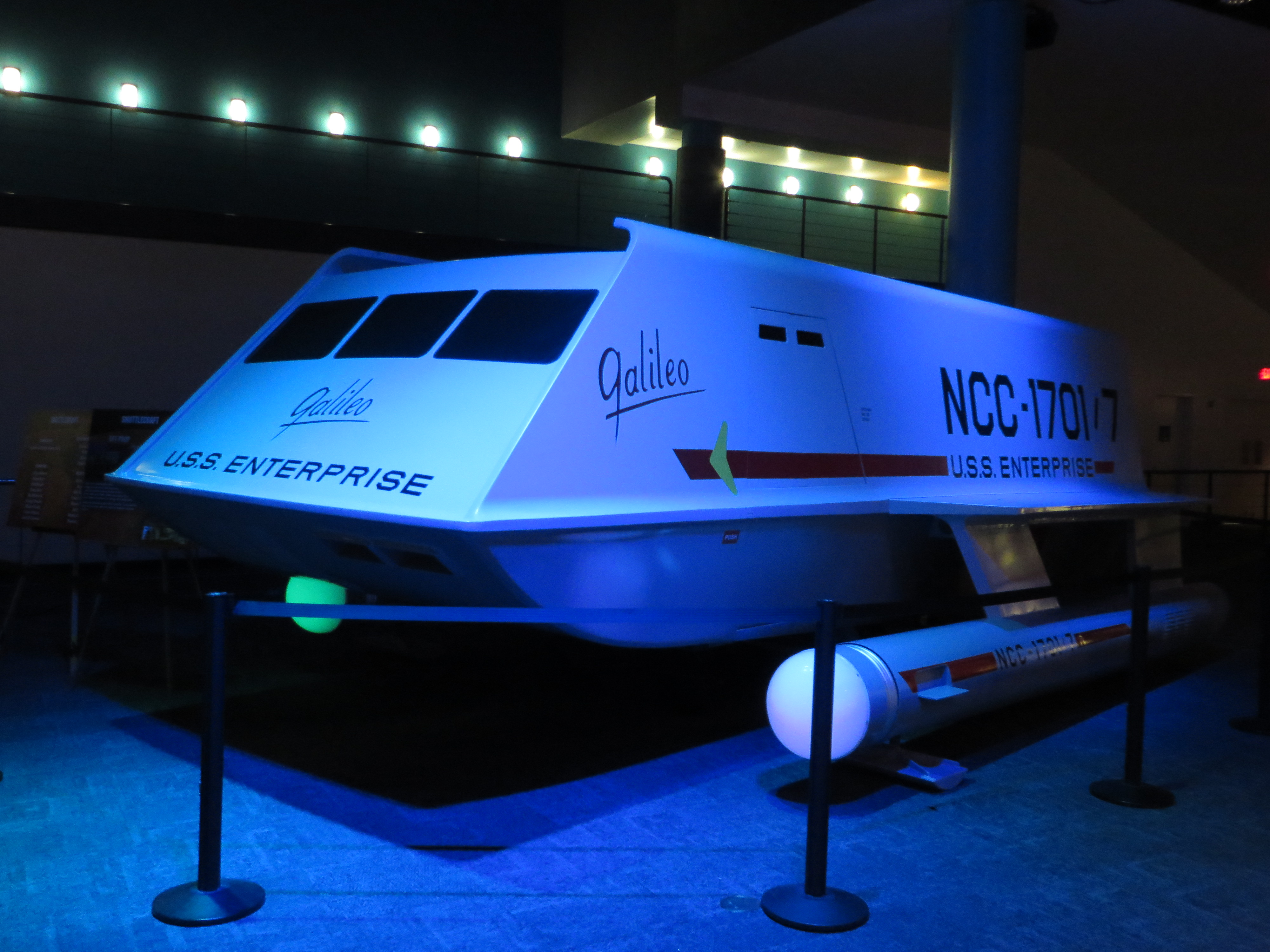
Das restaurierte lebensgroße Originalmodell für Außenaufnahmen der Galileo im Lyndon B. Johnson Space Center, Houston

Die von Gene Winfield entworfene Galileo war das erste Shuttle, das für die Serie Raumschiff Enterprise entworfen wurde. Zwar war bereits in der zuvor ausgestrahlten Doppelfolge Talos IV – Tabu ein Shuttle zu sehen, doch wurde diese Folge erst nach Notlandung auf Galileo 7 produziert.

### Musik
Ab dieser Folge erhielt die Serie eine leicht veränderte Titelmusik.

### Effekte
Die Aufnahmen eines Shuttles, das im Hangar der Enterprise landet, wurden in der Folge Reise nach Babel wiederverwendet.
Um die Kreaturen auf Taurus II größer wirken zu lassen, wurden unterschiedlich große Speere angefertigt: kleine für die Darsteller der Kreaturen und große, mit denen die Darsteller der Shuttle-Besatzung interagierten.

## Adaptionen
James Blish schrieb eine Textfassung von Notlandung auf Galileo 7, die auf Englisch erstmals 1974 in der Geschichtensammlung Star Trek 10 erschien. Die deutsche Übersetzung erschien 1976.
Ein Fotoroman zu Notlandung auf Galileo 7 erschien 1978 auf Englisch als siebenter Band der Star-Trek-Fotonovel-Reihe. Eine deutsche Übersetzung liegt nicht vor.

## Rezeption
Aaron Couch und Graeme McMillan erstellten 2016 anlässlich des 50-jährigen Jubiläums von Star Trek in Zusammenarbeit mit verschiedenen Beteiligten aus dem Franchise für den Hollywood Reporter eine Liste der 100 besten bis dahin ausgestrahlten Folgen. Notlandung auf Galileo 7 wurde hierbei auf Platz 67 gewählt.
Elena Holodny und Andy Kiersz führten Notlandung auf Galileo 7 2017 auf businessinsider.com in einer Aufstellung der 13 besten Folgen von Raumschiff Enterprise auf Platz 9.
Silas Lesnick listete Notlandung auf Galileo 7 2018 in einer Aufstellung der 20 besten Folgen von Raumschiff Enterprise auf Platz 15.
Paul Rowe listete Notlandung auf Galileo 7 2020 auf popmasters.com in einer Aufstellung der 20 besten Folgen von Raumschiff Enterprise auf Platz 17.
Christian Blauvelt listete Notlandung auf Galileo 7 2022 auf hollywood.com in einem Ranking aller 79 Raumschiff-Enterprise-Folgen auf Platz 6.

## Parodien und Anspielungen
In Folge 9.07 (Die Spockumentation) der Sitcom The Big Bang Theory von 2015 nennt Protagonist Sheldon Cooper Notlandung auf Galileo 7 als erste Raumschiff-Enterprise-Folge, die er gesehen hat.